# Homem-Aranha: Através do Aranhaverso
Spider-Man: Across the Spider-Verse (bra/prt: Homem-Aranha: Através do Aranhaverso) é um filme de animação norte-americano de super-herói lançado em 2023 e estrelado pelo personagem Miles Morales / Homem-Aranha da Marvel Comics. O filme foi produzido pela Columbia Pictures e Sony Pictures Animation em associação com a Marvel Entertainment e distribuído pela Sony Pictures Releasing. O filme é a sequência de Spider-Man: Into the Spider-Verse (2018) sendo ambientado em um multiverso compartilhado de universos alternativos conhecido como "Aranhaverso", também é o décimo quarto filme da série de filmes Homem-Aranha. O filme foi dirigido por Joaquim Dos Santos, Kemp Powers e Justin K. Thompson (sendo a estreia de Dos Santos e Thompson na direção) partindo do roteiro de Phil Lord, Christopher Miller (que também produzem) e David Callaham. Shameik Moore dubla Miles e estrela a produção ao lado de Hailee Steinfeld, Brian Tyree Henry, Luna Lauren Vélez, Jake Johnson, Jason Schwartzman, Issa Rae, Karan Soni, Shea Whigham, Greta Lee, Daniel Kaluuya, Mahershala Ali e Oscar Isaac. No filme, Miles parte em uma aventura com Gwen Stacy / Mulher-Aranha através do multiverso, onde conhece uma equipe de Pessoas-Aranha conhecida como Sociedade-Aranha, liderada por Miguel O'Hara / Homem-Aranha 2099, mas entra em conflito com eles para lidar com uma nova ameaça intitulada como o Mancha.
A Sony começou a desenvolver a sequência de Into the Spider-Verse antes mesmo do seu lançamento em 2018, com a equipe de roteirista e direção contratada. Foi decidido que o foco do longa-metragem seria o relacionamento entre o Morales de Shameik e a Gwen da Steinfeld. A sequência foi anunciada oficialmente em novembro de 2019 e o trabalho de animação começou em junho de 2020, apresentando um estilo visual diferente para cada um dos seis universos visitados pelos personagens. Com duração de 140 minutos, é o filme de animação mais longo já produzido por um estúdio americano.
A primeira exibição de Spider-Man: Across the Spider-Verse aconteceu no Regency Village Theatre em Los Angeles, Califórnia, em 30 de maio de 2023, e foi lançado nos Estados Unidos em 2 de junho de 2023, tendo sido adiado de abril de 2022 em virtude da pandemia de COVID-19. Foi o primeiro filme de animação teatral a ser lançado em duas partes. O terceiro e último filme da trilogia, intitulado Spider-Man: Beyond the Spider-Verse, estava previsto para lançamento em 2024 porém, ele foi adiado indefinidamente. Um filme derivado focado nas personagens femininas, intitulado Spider-Woman, está em desenvolvimento.
O filme foi um sucesso de público e crítica.

## Enredo
Na Terra-65, Gwen Stacy mora com seu pai, o capitão de polícia George, que não sabe que ela é a Mulher-Aranha. Anos antes, Gwen acidentalmente causou a morte de seu melhor amigo Peter Parker enquanto ele estava descontrolado como o Lagarto, e a polícia a está caçando desde então. Uma noite, Gwen encontra uma versão do Abutre de um universo alternativo com tema da renascença italiana. As Pessoas-Aranha Miguel O'Hara e Jess Drew chegam usando relógios geradores de portais e ajudam Gwen a neutralizar o Abutre. George encurrala Gwen, que então revela sua identidade para ele; perturbado, ele tenta prendê-la. Miguel relutantemente aceita Gwen como membro da Sociedade Aranha, permitindo que ela escape com ele e Jess.
No Brooklyn da Terra-1610, dezesseis meses após a destruição do colisor na Alchemax, Miles Morales encontra o Mancha, um cientista da Alchemax cujo corpo foi infundido com portais após a explosão do colisor. O Mancha culpa Miles por causar sua condição e revela que, ao testar o colisor, ele transportou uma aranha de uma dimensão alternativa que picou Miles; ele é a razão pela qual Miles se tornou o Homem-Aranha. Após um confronto, o Mancha viaja para outros universos contendo colisores para se fortalecer ainda mais.
Gwen viaja para a Terra-1610 e se reencontra com Miles enquanto rastreia secretamente o Mancha. Miles a segue furtivamente através de um portal para a Terra-50101, e eles se unem aos Homens-Aranha Pavitr Prabhakar e Hobie Brown contra o Mancha, que absorve o poder do colisor daquele mundo. O Mancha e Miles compartilham uma visão de seu futuro ataque que inclui a morte do pai de Miles, Jeff. Quando o colisor desmorona, Miles salva o inspetor de polícia Singh, o pai da namorada de Pavitr, no entanto a dimensão de Pavitr começa a desmoronar em razão do seu "evento canônico" ter sido interrompido. Miles é enviado para a sede da Sociedade em Nueva York na Terra-928, onde centenas de Pessoas-Aranha residem em um enorme complexo.
Miles e Gwen se encontram com Miguel e reencontram Peter B. Parker, que agora tem uma filha pequena chamada Mayday. Miguel explica que cada uma das histórias das Pessoas-Aranha envolvem "eventos canônicos", como a morte de alguém próximo ao Homem-Aranha como o Tio Ben ou um capitão da polícia; desviar-se desses eventos ameaça a realidade e pode causar o colapso desse universo.
Miles percebe que o assassinato de Jeff pelo Mancha é um evento canônico, já que Jeff está prestes a ser promovido a capitão da polícia. Miguel o aprisiona para impedi-lo de salvar Jeff, mas Hobie ajuda Miles a se libertar. Enquanto Miles foge pelo complexo, Miguel ordena que a Sociedade-Aranha o detenha, resultando em centenas de Pessoas-Aranha tentando capturar Miles, embora nenhum deles tenha sucesso. Miguel encurrala Miles e diz que ele é uma anomalia; Miles nunca deveria se tornar o Homem-Aranha, já que a aranha que o picou veio de outro universo, que consequentemente não tem um Homem-Aranha devido à aranha ter picado outra pessoa. Miguel também afirma que o deslocamento dimensional da aranha é o que causou a morte do Peter Parker do universo de Miles.
Miles escapa e foge para sua dimensão natal. Miguel fica furioso e, após consider que Gwen falhou com sua responsabilidade, a expulsa da Sociedade e a envia à força para a Terra-65. Uma vez lá, Gwen se reconcilia com seu pai, que renunciou ao cargo de capitão da polícia, evitando assim sua possível morte em um evento canônico. Ele dá a ela um relógio interdimensional que Hobie deixou para ela.
Para sua surpresa, Miles percebe que está na Terra-42, o mundo da aranha que o picou, ao invés de sua própria dimensão. Nesta realidade, seu falecido tio Aaron Davis está vivo enquanto seu pai está morto e o Homem-Aranha não existe, resultando em um mundo repleto de crimes não controlados. Enquanto a Sociedade Aranha procura por Miles, Gwen viaja para a Terra-1610 e fala com os pais de Miles, prometendo encontrá-lo e trazê-lo para casa. Aaron captura Miles, e é revelado que o Miles da Terra-42 se tornou o Gatuno.
Paralelamente a estes eventos, o Mancha começa seu ataque multiversal e Gwen monta uma equipe para encontrar Miles, composta por Peter B., Mayday, Pavitr, Hobie, Margo Kess / Aranha-Byte, Homem-Aranha Noir, Peni Parker e Porco-Aranha.

## Elenco
- Shameik Moore como Miles Morales / Homem-Aranha: Um adolescente inteligente mas rebelde de ascendência afro-americana e porto-riquenha, que é imbuído de habilidades parecidas com aranhas após ser mordido por uma aranha mutante e eventualmente assume o manto de um vigilante mascarado chamado "Homem-Aranha".[10][11]
- Hailee Steinfeld como  Gwen Stacy / Mulher-Aranha: Uma contraparte deslocada em dimensão de Gwen Stacy com habilidades de aranha.[11]
- Oscar Isaac como Miguel O'Hara / Homem-Aranha 2099: Uma versão alternativa do Homem-Aranha de um futuro distante.[12][13]
- Jake Johnson como Peter B. Parker / Homem-Aranha: Uma contraparte desgrenhada, cansada e de cabelos castanhos do herói de outra dimensão, que está em seus quase 40 anos e foi o mentor relutante de Miles.[14]
- Issa Rae como Jessica Drew / Mulher-Aranha[15]
- Brian Tyree Henry como Jeff Morales: O pai policial de Miles.[16]
- Luna Lauren Vélez as Rio Morales: A mãe enfermeira de Miles.[17]
- Jason Schwartzman como Dr. Jonathan Ohnn / Mancha: O antagonista do filme, um ex-cientista da Alchemax que após um acidente, teve seu corpo coberto de portais interdimensionais que o permitem viajar pelo multiverso.[18]
- Karan Soni como Pavitr Prabhakar / Homem-Aranha Índia: Uma versão alternativa do Homem-Aranha vindo de Mumbattan, uma cidade que combina Mumbai e Manhattan.[16]
- Shea Whigham como George Stacy: O capitão de polícia pai de Gwen.[19]
- Greta Lee como Lyla: A inteligência artificial que auxilia Miguel e a Sociedade Aranha.[20]
- Daniel Kaluuya como Hobie Brown / Punk-Aranha: Um contraporte punk britânico do Homem-Aranha.[16][20]
- Mahershala Ali como Aaron Davis: Uma versão alternativa do tio de Miles, que na dimensão do herói era o vilão Gatuno e faleceu no filme anterior.[21]
- Jorma Taccone como Adriano Toomes / Abutre, um supervilão vestindo um arreio voador vindo de um universo inspirado pela Renascença,[18][19] e Homem-Aranha do desenho de 1967.[22]
- Jharrel Jerome como Miles G. Morales / Gatuno: Uma versão alternativa de Miles que virou o Gatuno.[23]

## Produção

### Desenvolvimento
No final de novembro de 2018, antes do lançamento de Spider-Man: Into the Spider-Verse no mês seguinte, a Sony Pictures Animation havia começado o desenvolvimento de uma sequência do filme, devido ao "burburinho incrível" em torno do projeto. A sequência foi definido para continuar a história de Miles Morales / Homem-Aranha de Shameik Moore, trabalhar a partir de "sementes [que foram] plantadas" durante todo o primeiro filme. Joaquim Dos Santos e David Callaham foram escalados para dirigir e escrever o filme, respectivamente, com Amy Pascal voltando do primeiro filme como produtora. Os outros produtores do primeiro filme (Phil Lord, Christopher Miller, Avi Arad e Christina Steinberg) também deveriam retornar para a sequência em alguma capacidade. No mês seguinte, Pascal revelou que o filme se concentrará em Morales e na Gwen Stacy / Gwen-Aranha de Hailee Steinfeld, explorando um romance entre os dois personagens que tinha sido cortado do primeiro filme. Ela acrescentou que a sequência serviria como uma "plataforma de lançamento" para um filme spin-off voltado para mulheres, estrelado por Steinfeld.
A Sony confirmou oficialmente a sequência em novembro de 2019, estabelecendo uma data de lançamento para 8 de abril de 2022. Lord e Miller foram confirmados para retornar como produtores. Ao fazer alterações em sua programação de filmes em abril de 2020 devido à pandemia de COVID-19, a Sony mudou a data de lançamento do filme para 7 de outubro de 2022. Em fevereiro de 2021, Miller revelou que ele e Lord estavam trabalhando no o roteiro do filme com Callaham e disse que Peter Ramsey serviria como produtor executivo na seqüência após co-dirigir o primeiro filme. Naquele mês de abril, Kemp Powers e Justin K. Thompson foram anunciados como co-diretores da sequência ao lado de Dos Santos, com todos os três trabalhando no projeto desde o início do desenvolvimento. Thompson já havia trabalhado como designer de produção no primeiro filme. Além disso, Arad e Steinberg foram confirmados para retornar como produtores ao lado de Lord, Miller e Pascal, com Alonzo Ruvalcaba como coprodutor e Aditya Sood como produtor executivo ao lado de Ramsey. Em dezembro, Lord e Miller revelaram que o filme estava sendo dividido em duas partes depois que eles escreveram a história que queriam contar para a sequência e perceberam que era demais para um único filme. O trabalho em ambas as partes estava ocorrendo simultaneamente.

### Escolha de elenco
Em dezembro de 2018, Shameik Moore e Hailee Steinfeld foram definidos para reprisar seus respectivos papéis como Miles Morales e Gwen Stacy do primeiro filme. Lord indicou em novembro de 2019 que o filme iria incluir o "Homem-Aranha japonês" da série de 1978 Spider-Man. Em agosto de 2020, Jake Johnson expressou esperança de que pudesse repetir seu papel como Peter B. Parker do primeiro filme da sequência. Issa Rae foi escalado como Jessica Drew / Mulher-Aranha em junho de 2021, Johnson confirmou que voltaria para a sequência um mês depois, e Oscar Isaac foi confirmado em dezembro para reprisar seu papel de Miguel O'Hara / Homem-Aranha 2099 da cena pós-créditos de Into the Spider-Verse.

### Animação e estilo
Lord revelou que o trabalho de design para novos personagens no filme começou em novembro de 2019, com o artista de quadrinhos Kris Anka revelando mais tarde que ele estava atuando como designer de personagens no filme. Em 9 de junho de 2020, o animador principal do filme, Nick Kondo, anunciou que a produção havia começado. Os diferentes universos visitados no filme foram projetados para parecer que foram desenhados por um artista diferente.

## Trilha sonora
Em dezembro de 2020, Daniel Pemberton confirmou que iria compor a trilha sonora da sequência após ter feito isso anteriormente para o primeiro filme.

## Divulgação
Em maio de 2020, a Sony firmou uma parceria promocional com a Hyundai Motor Company para mostrar seus novos modelos e tecnologias no filme. O primeiro teaser do filme foi lançado na Comic Con Experience em dezembro de 2021, revelando o título e o fato de que o filme é uma sequência de duas partes. O teaser incluiu Miles Morales, passando por um lugar chamado Mumbattan no que parece uma versão utópica da Índia, com palavras onomatopéicas em hindi e tâmil aparecendo quando Miguel O'Hara colide com Miles antes de viajar através de um portal para outra dimensão.

## Lançamento

### Cinema
O filme está programado para ser lançado nos Estados Unidos em 2 de junho de 2023. Foi originalmente programado para lançamento em 8 de abril de 2022, mas foi alterado para 7 de outubro de 2022 devido à pandemia de COVID-19. Foi então transferido para a data de junho de 2023.

### Home media
Em abril de 2021, a Sony assinou acordos com a Netflix e a Disney pelos direitos de sua lista de filmes de 2022 a 2026, seguindo as janelas de cinema e mídia doméstica dos filmes, que, para a primeira, se baseavam no acordo preexistente com a Sony Pictures Animation. A Netflix estendeu seus direitos exclusivos de streaming "pagar 1 janela", que normalmente é uma janela de 18 meses. Disney assinou os direitos de "pagar 2 janelas" para os filmes, que seriam transmitidos no Disney+ e Hulu, bem como transmitidos nas redes de televisão linear da Disney.

## Recepção

### Bilheteria
O filme estreou arrecadando US$ 120,7 milhões de dólares, a segunda maior bilheteria de estreia de 2023 (atrás do The Super Mario Bros. Movie que arrecadou US$ 146,4 milhões).

### Crítica
No site agregador de críticas Rotten Tomatoes, teve um índice de aprovação de 95% (baseado em 368 resenhas de críticos) indicando uma recepção bastante positiva, com uma classificação média de 8,6 (de 10). O consenso do site diz: "Tão visualmente deslumbrante e cheio de ação quanto seu antecessor, Spider-Man: Across the Spider-Verse emociona do início à conclusão do suspense". Já no site Metacritic, que usa uma média ponderada, atribuiu ao filme uma pontuação de 86 em 100, com base em 60 críticos, indicando "aclamação universal". A recepção do público, segundo o CinemaScore, foi muito positiva, com uma nota média de "A" (numa escala de A+ a F).

## Futuro

### Sequência
Um terceiro filme foi confirmado quando Lord e Miller revelaram em dezembro de 2021 que a sequência de Into the Spider-Verse estava sendo dividida em dois filmes. Spider-Man: Across the Spider-Verse (Part Two) estava previsto para ser lançado em 2023. Em abril de 2022, foi renomeado para Spider-Man: Beyond the Spider-Verse e recebeu uma data de lançamento de 29 de março de 2024. Porém, em julho de 2023 o lançamento do filme foi adiado indefinidamente.

### Filmespin-off
A Sony começou a desenvolver um filme das Mulheres-Aranha em novembro de 2018, com foco em três gerações de personagens femininas relacionadas ao Aranha. Bek Smith foi definido para escrever o spin-off, e Lauren Montgomery estava em negociações para dirigir. No mês seguinte, Pascal revelou que o filme se concentraria nas personagens Gwen Stacy/Gwen-Aranha, Cindy Moon / Teia de Seda e Jessica Drew / Mulher-Aranha e que a sequência de Into the Spider-Verse serviria como um "plataforma de lançamento" para o spin-off.